# آسفلد
آسفلد (به فرانسوی: Asfeld) یک کمون در فرانسه است که در canton of Asfeld واقع شده‌است.

## خصوصیات
آسفلد ۲۲٫۱۹ کیلومترمربع مساحت و ۱٬۰۷۷ نفر جمعیت دارد.

## نگارخانه

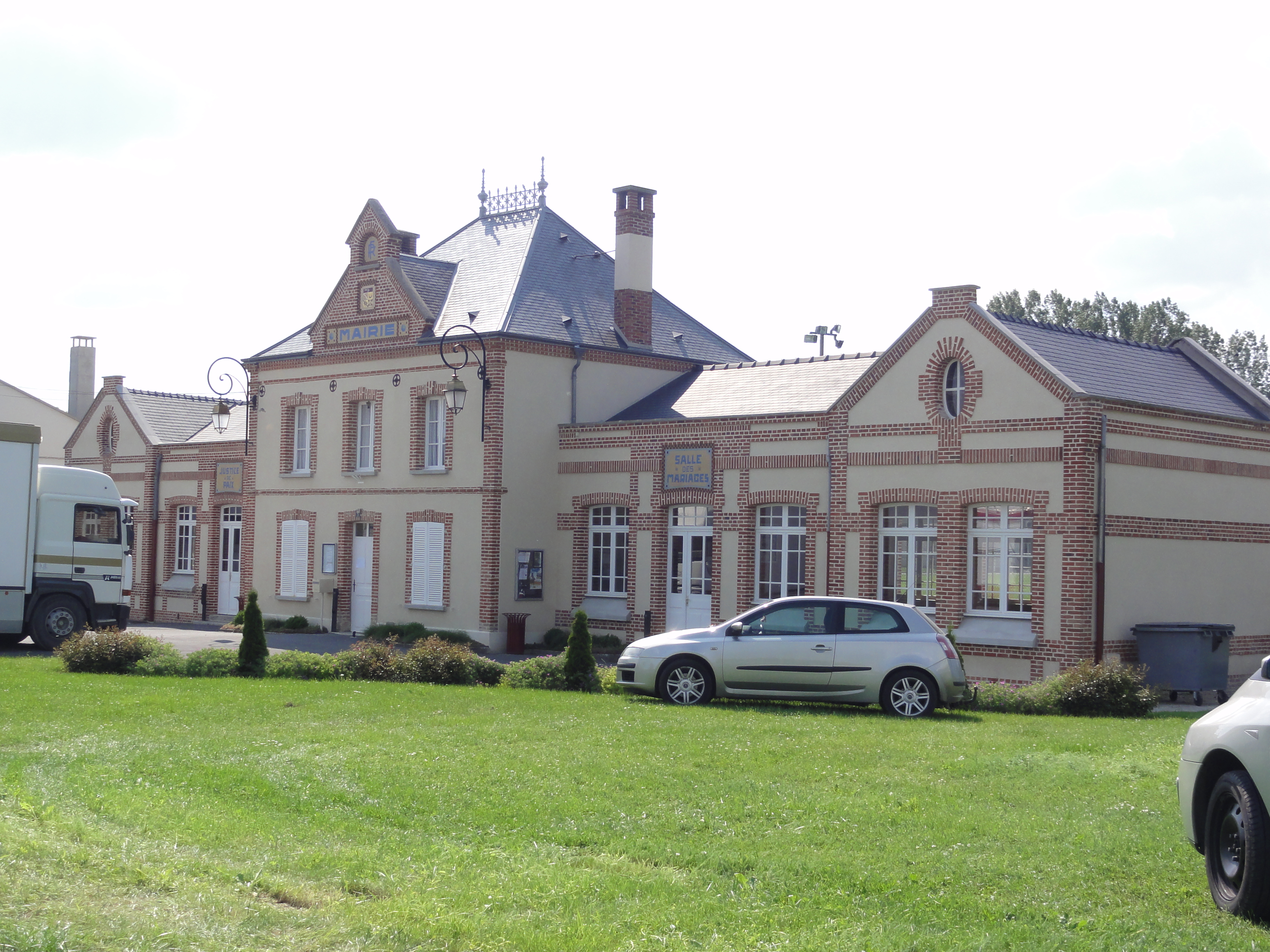
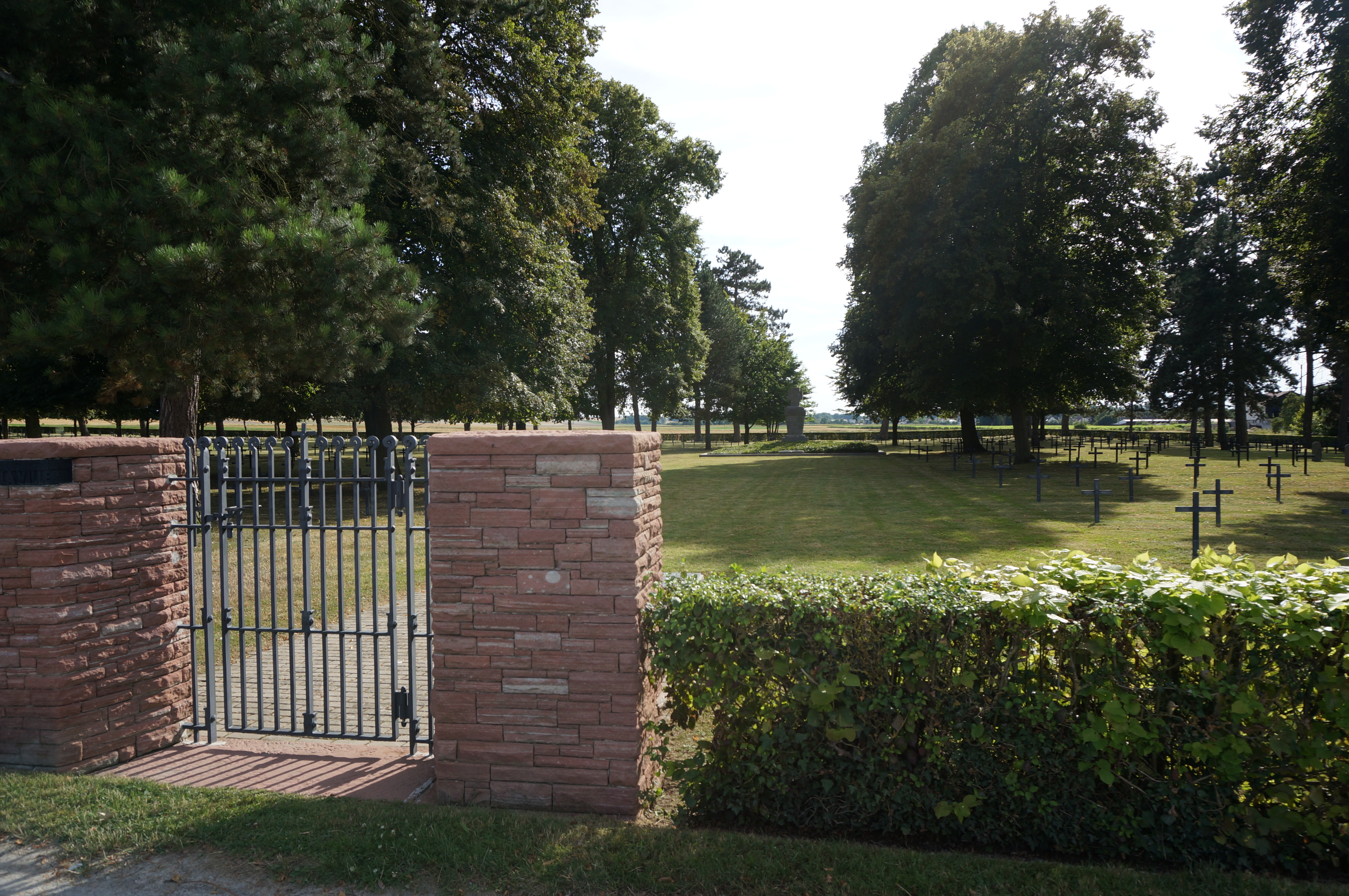
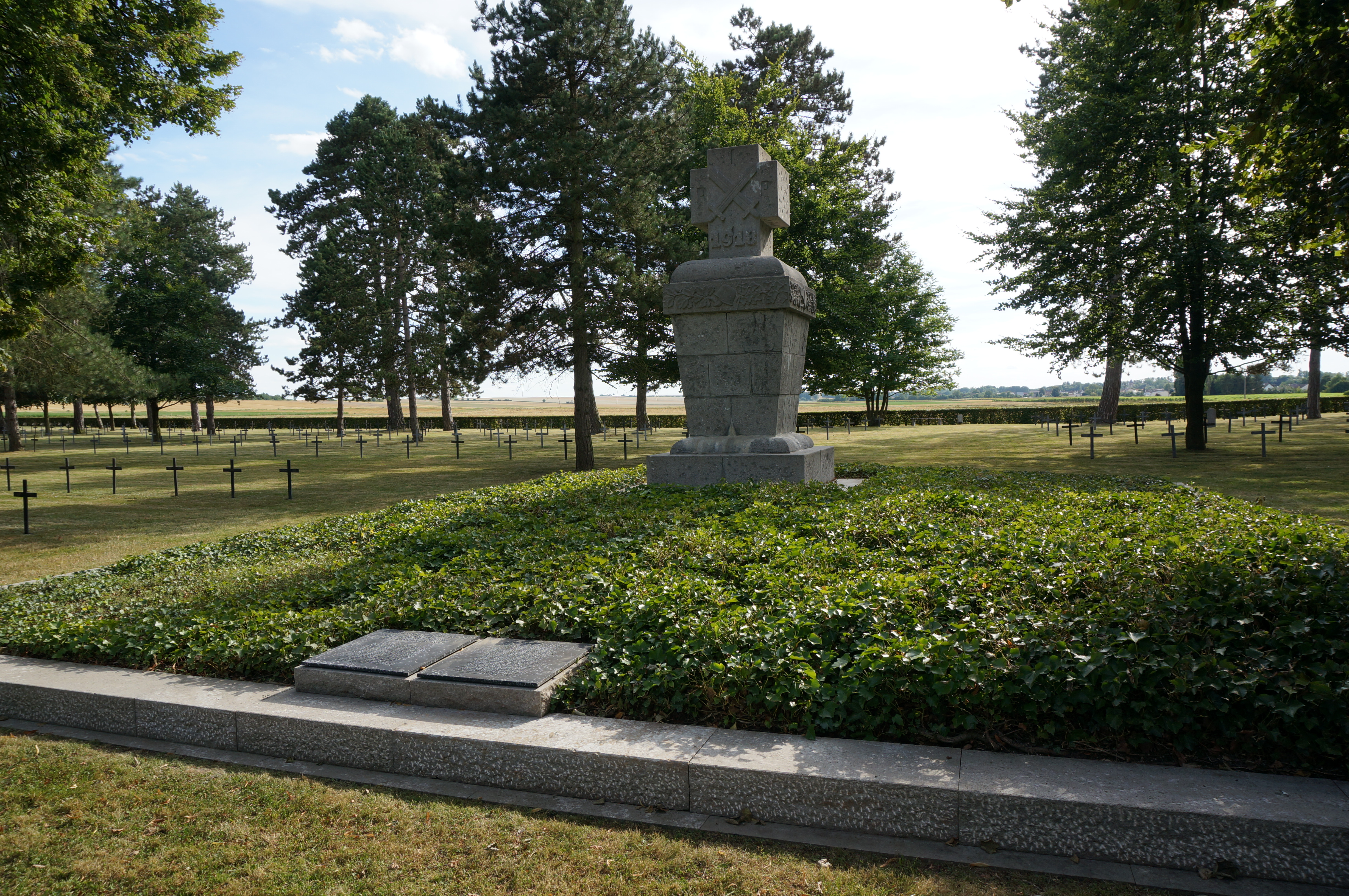
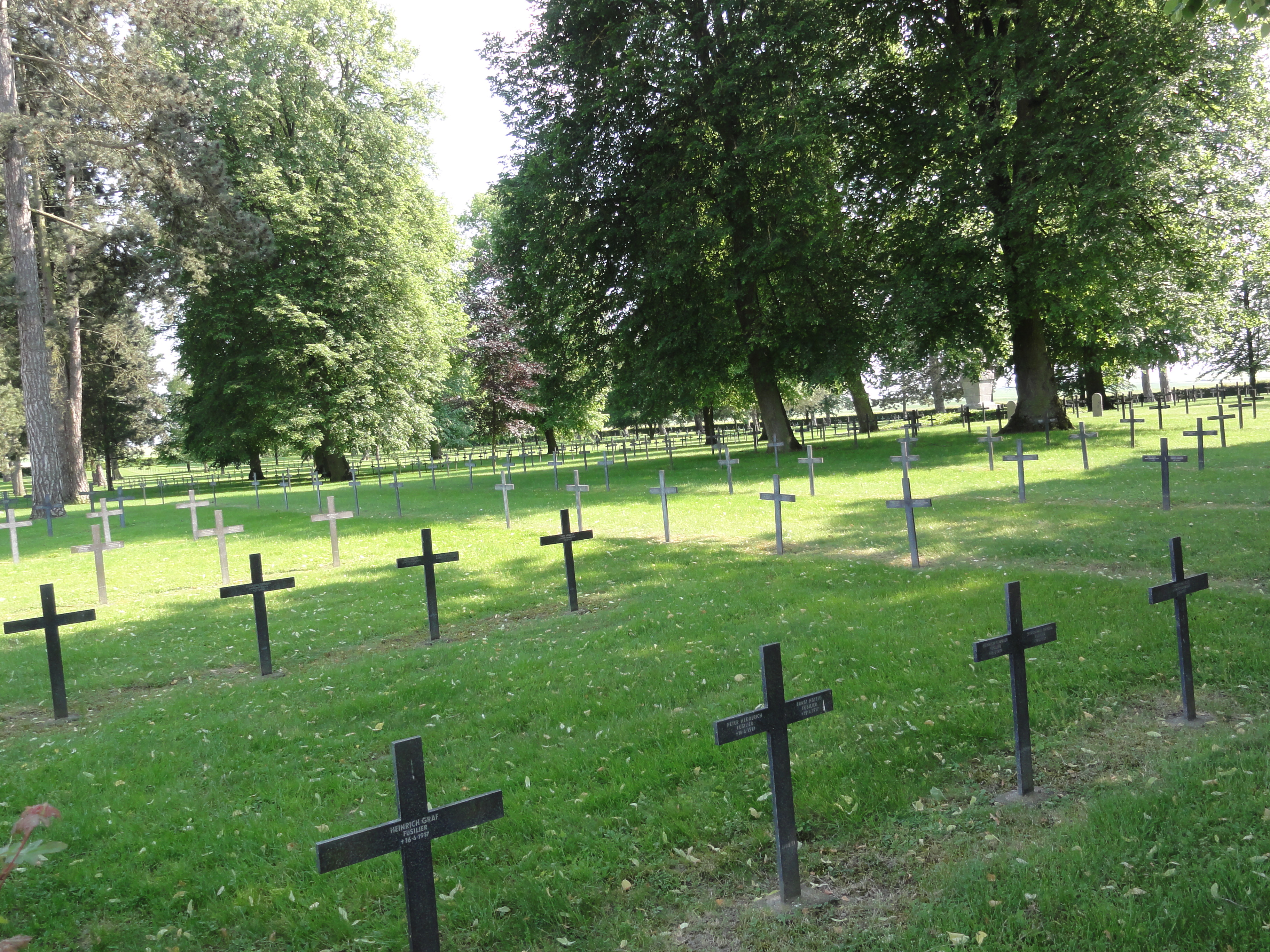
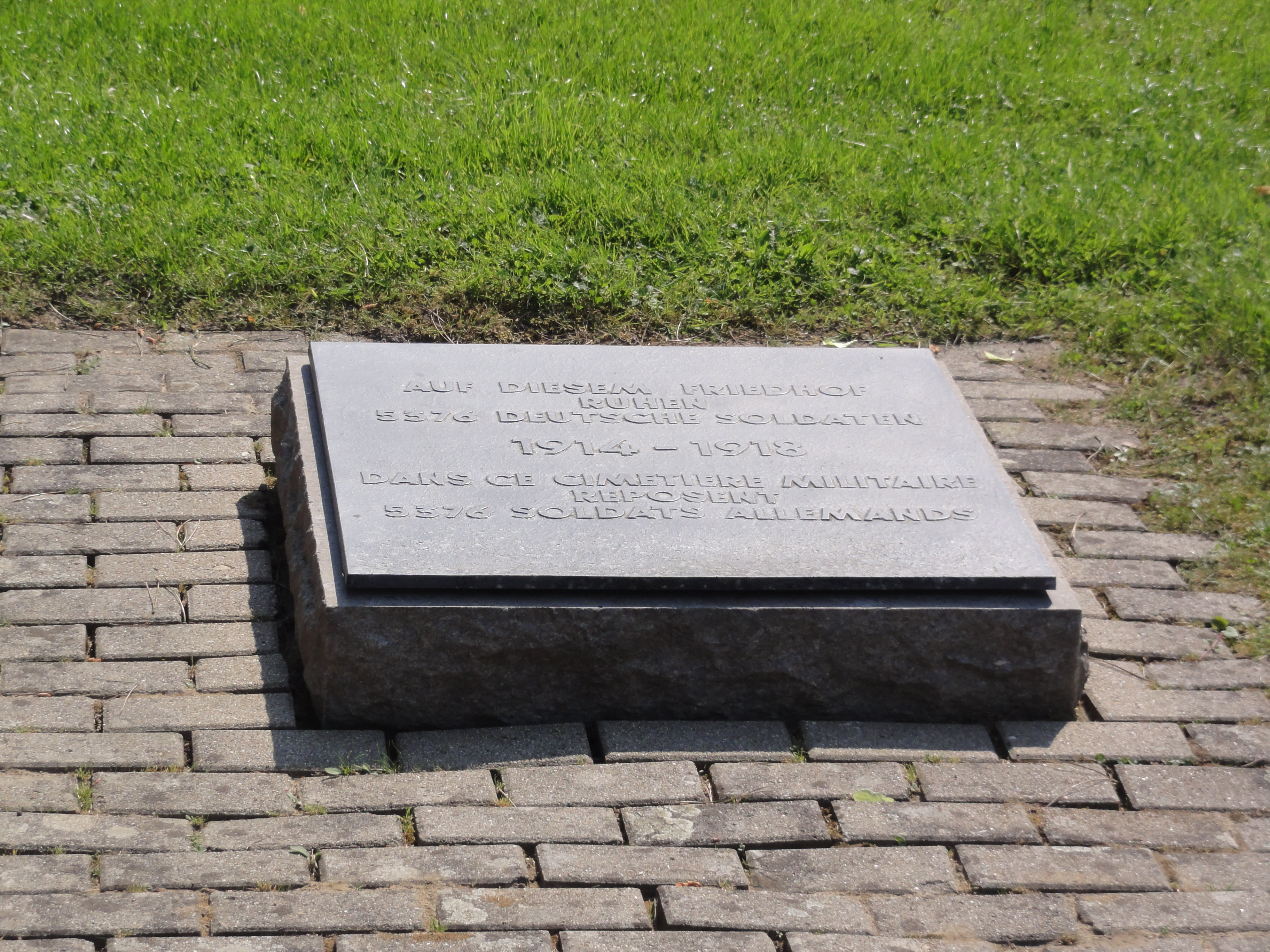
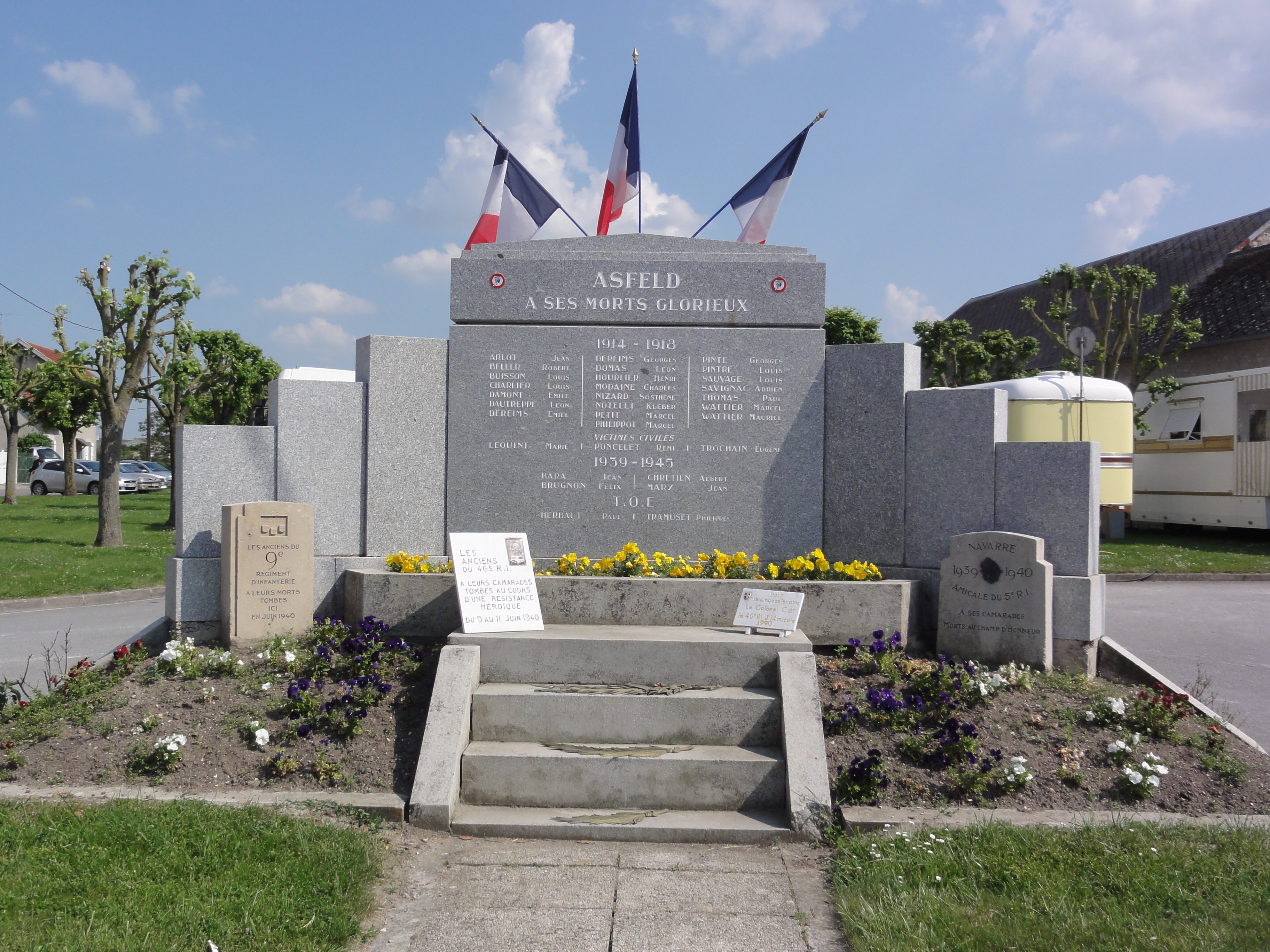
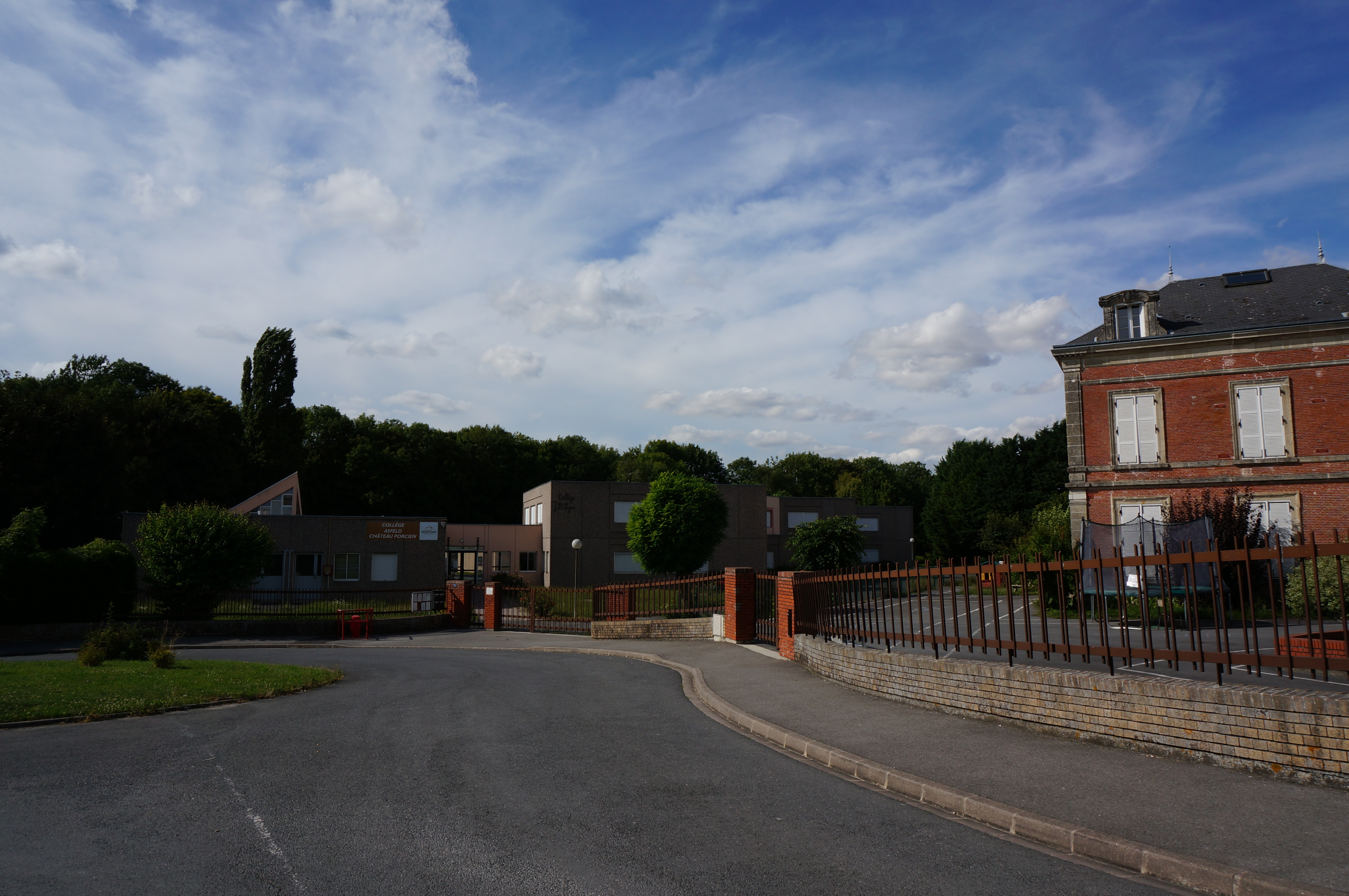
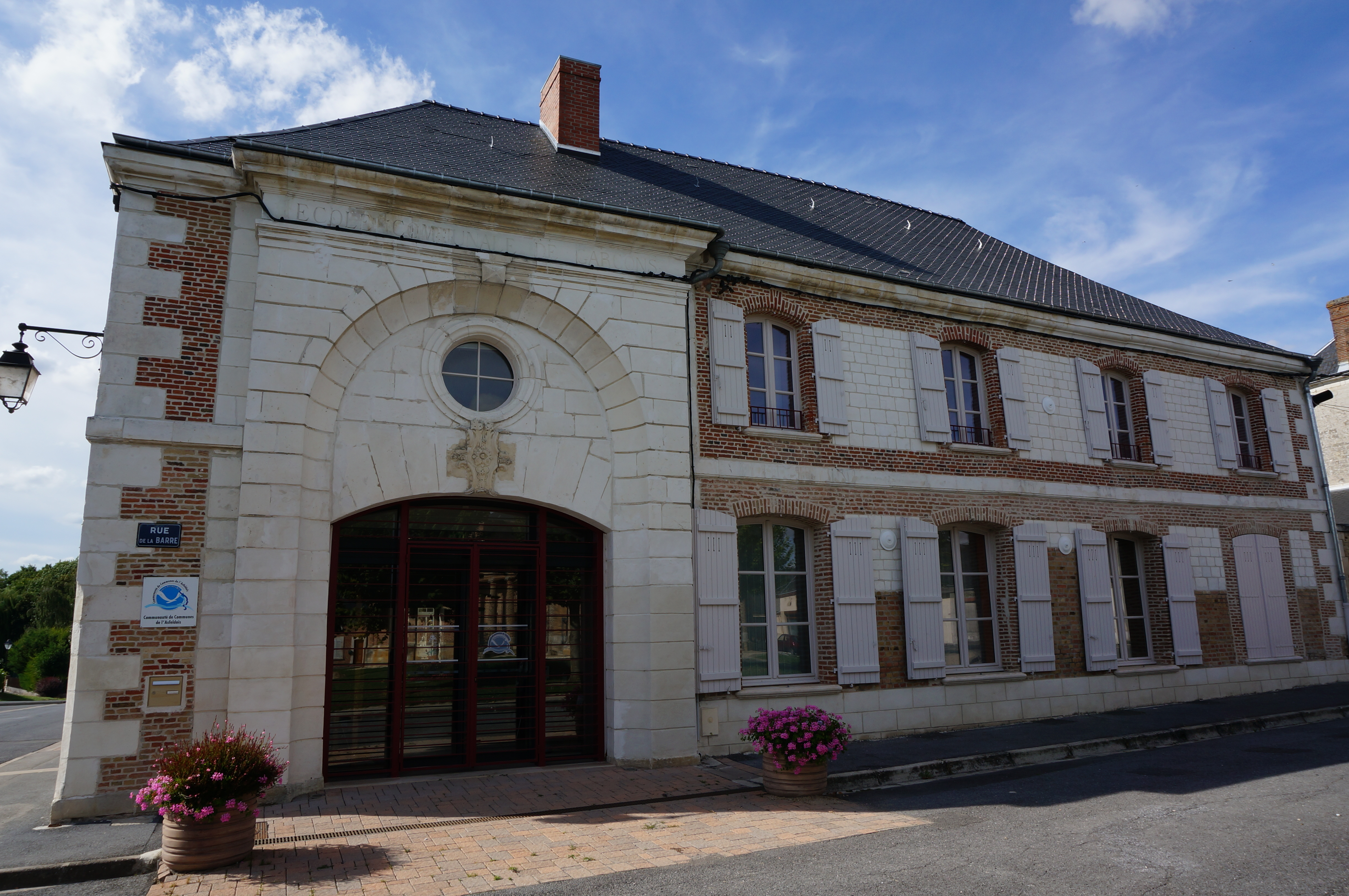
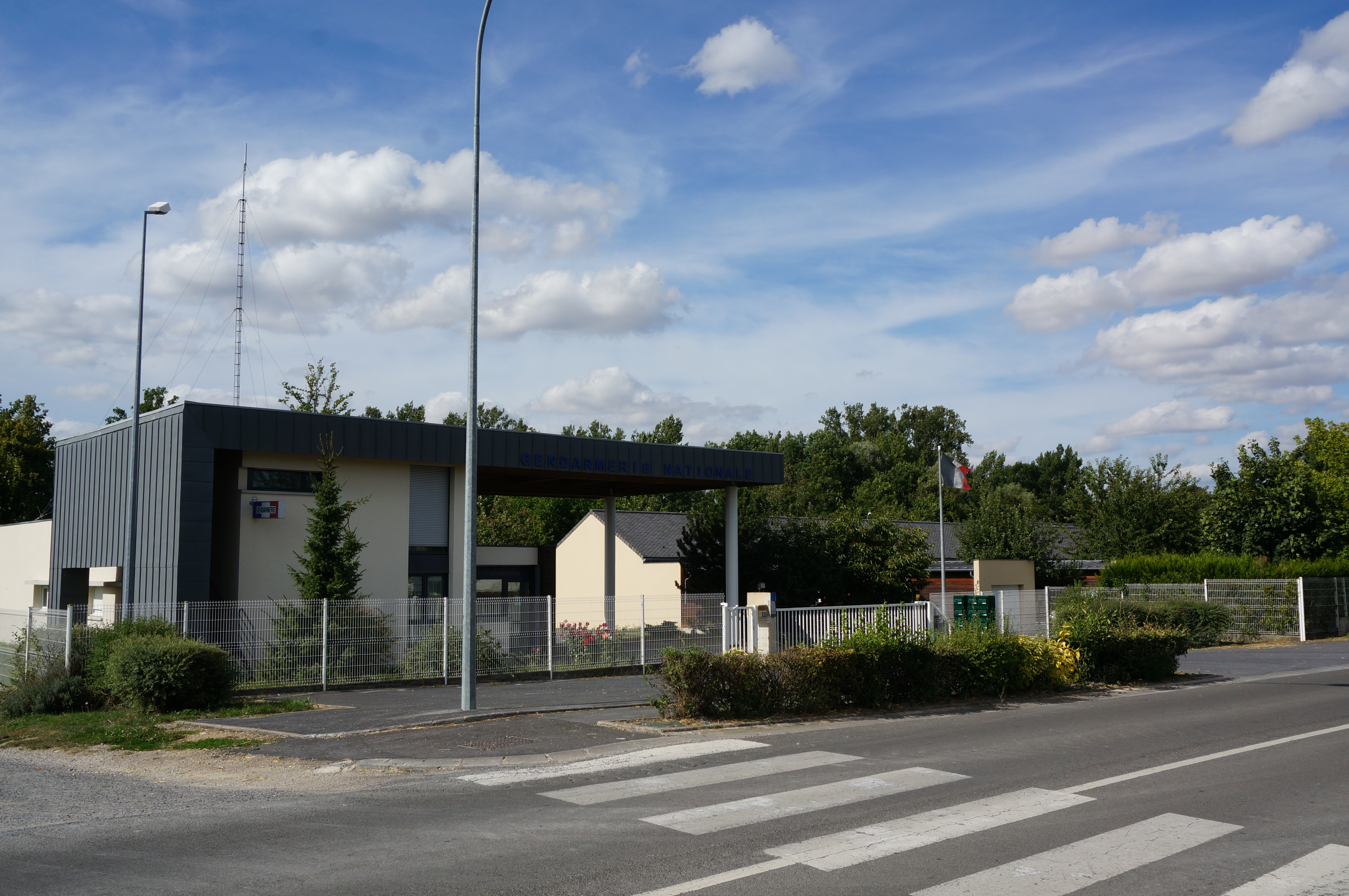
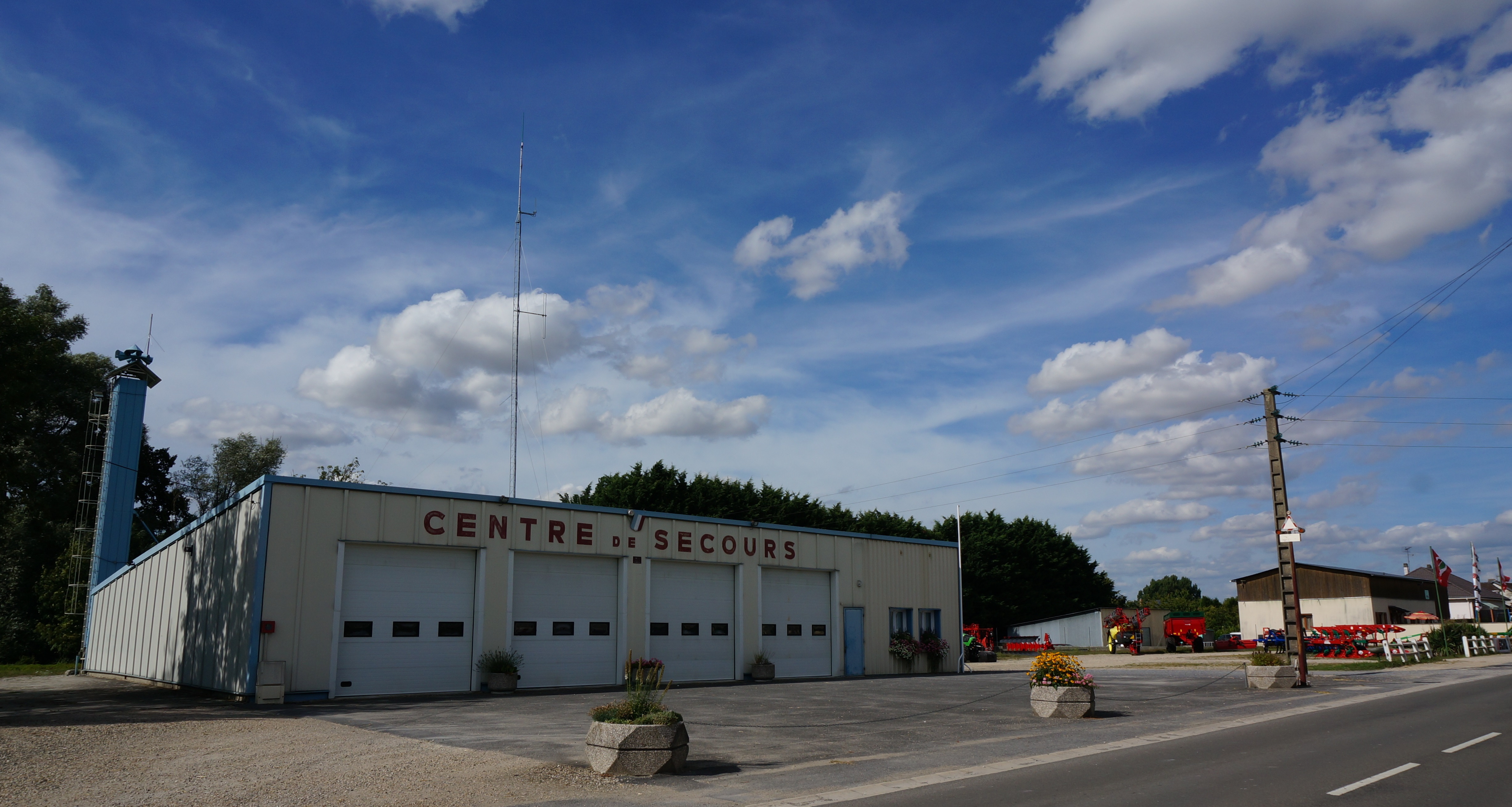